# He's so fine
He’s so fine is een lied geschreven door Ronald Mack.

## The Chiffons
He’s so fine is de debuutsingle van The Chiffons. De schrijver van He’s so fine, Ronald Mack, was zelfbenoemd manager van die zanggroep; hij was daarvoor al bevriend met de zangeressen. Hij hoorde ze zingen in een middelbare school en vond de zangstemmen heel mooi. Het gehele pakket viel op bij productiemaatschappij Bright Tunes Corporation, wiens eigenaren The Tokens het plaatje gingen produceren. Tijdens de opnamen kwam geluidstechnicus Johnny Cue met het idee de achtergrondzang aan/op te vullen met het thema 'doo-lang doo-lang doo-lang' hetgeen de muzikale handtekening werd van het lied. Het plaatje werd aangeboden aan Capitol Records, maar de toenmalige directeur Voyle Gilmore vond het liedje te gewoontjes en te simpel. Capitol had hiervoor al negen flops, die waren geproduceerd door The Tokens, te verwerken gehad. The Tokens moesten leuren om het plaatje uiteindelijk uitgegeven te krijgen. Na tal van platenlabels afgelopen te zijn verscheen het uiteindelijk bij Laurie Records. The Tokens hadden eigenlijk Oh my lover als A-kant in gedachten; het liep anders.
Capitol had een blunder begaan. He’s so fine beklom al snel de Billboard Hot 100. In 15 weken notering stond het vier weken nummer 1. In het Verenigd Koninkrijk werd het ook redelijk verkocht, twaalf weken met hoogste notering plaats 16. Nederland en België hadden nog geen officiële hitparade. Mack zelf had pech. Tijdens de periode dat het plaatje in de Verenigde Staten op 1 stond overleed hij. De volgende single van The Chiffons, Lucky me, flopte trouwens gigantisch.
Er volgden later nog een aantal covers door The Pearls en Duane Eddy, maar daarvan was het succes aanmerkelijk minder. Jody Miller wist in 1971 wel enig succes te boeken met een countryversie. Ze haalde de 53e plaats in de Billboardlijst.
In 1979 was het lied te horen in de film Quadrophenia gebaseerd op het gelijknamige album van The Who.

## NPO Radio 2 Top 2000
He's so fine stond alleen in 2000 in de NPO Radio 2 Top 2000, op plek 1964.